# Isao Inokuma
Isao Inokuma, född 4 februari 1938 i Yokosuka, död 28 september 2001 i Tokyo, var en japansk judoutövare.
Inokuma blev olympisk guldmedaljör i tungvikt i judo vid sommarspelen 1964 i Tokyo.